# Svezia ai XXIV Giochi olimpici invernali
La Svezia ha partecipato ai XXIV Giochi olimpici invernali che si sono svolti a Pechino, Cina, dal 4 al 20 febbraio 2022. La delegazione era composta da 118 atleti, 64 uomini e 54 donne.

## Medaglie
| Riepilogo quotidiano | Riepilogo quotidiano | Riepilogo quotidiano | Riepilogo quotidiano | Riepilogo quotidiano | Riepilogo quotidiano |
| Giorno               | Data                 |                      |                      |                      | Totale               |
| -------------------- | -------------------- | -------------------- | -------------------- | -------------------- | -------------------- |
| 1º                   | 5                    | 1                    | 0                    | 0                    | 1                    |
| 2º                   | 6                    | 1                    | 0                    | 0                    | 1                    |
| 3º                   | 7                    | 1                    | 0                    | 0                    | 1                    |
| 4º                   | 8                    | 1                    | 1                    | 1                    | 3                    |
| 5º                   | 9                    | 0                    | 0                    | 1                    | 1                    |
| 6º                   | 10                   | 0                    | 0                    | 0                    | 0                    |
| 7º                   | 11                   | 1                    | 1                    | 0                    | 2                    |
| 8º                   | 12                   | 0                    | 0                    | 1                    | 1                    |
| 9º                   | 13                   | 0                    | 1                    | 0                    | 1                    |
| 10º                  | 14                   | 0                    | 0                    | 0                    | 0                    |
| 11º                  | 15                   | 0                    | 0                    | 0                    | 0                    |
| 12º                  | 16                   | 1                    | 1                    | 1                    | 3                    |
| 13º                  | 17                   | 1                    | 0                    | 0                    | 1                    |
| 14º                  | 18                   | 0                    | 1                    | 0                    | 1                    |
| 15º                  | 19                   | 1                    | 0                    | 1                    | 2                    |
| 16º                  | 20                   | 0                    | 0                    | 0                    | 0                    |
| Totale               | Totale               | 8                    | 5                    | 5                    | 18                   |

### Medagliere per disciplina
| Sport                   | Oro | Argento | Bronzo | Totale |
| ----------------------- | --- | ------- | ------ | ------ |
| Freestyle               | 2   | 0       | 2      | 4      |
| Pattinaggio di velocità | 2   | 0       | 0      | 2      |
| Biathlon                | 1   | 3       | 0      | 4      |
| Sci di fondo            | 1   | 2       | 1      | 4      |
| Curling                 | 1   | 0       | 2      | 3      |
| Sci alpino              | 1   | 0       | 0      | 1      |
| Totale                  | 8   | 5       | 5      | 18     |

### Medaglie d'oro
| Medaglia | Nome                                                                          | Sport                   | Evento                     |
| -------- | ----------------------------------------------------------------------------- | ----------------------- | -------------------------- |
| Oro      | Walter Wallberg                                                               | Freestyle               | Gobbe maschile             |
| Oro      | Nils van der Poel                                                             | Pattinaggio di velocità | 5000 m maschile            |
| Oro      | Sara Hector                                                                   | Sci alpino              | Slalom gigante femminile   |
| Oro      | Jonna Sundling                                                                | Sci di fondo            | Sprint femminile           |
| Oro      | Nils van der Poel                                                             | Pattinaggio di velocità | 10000 m maschile           |
| Oro      | Linn Persson Mona Brorsson Hanna Öberg Elvira Öberg                           | Biathlon                | Staffetta 4x6 km femminile |
| Oro      | Sandra Näslund                                                                | Freestyle               | Ski cross femminile        |
| Oro      | Niklas Edin Oskar Eriksson Rasmus Wranå Christoffer Sundgren Daniel Magnusson | Curling                 | Torneo maschile            |

### Medaglie d'argento
| Medaglia | Nome                          | Sport        | Evento                           |
| -------- | ----------------------------- | ------------ | -------------------------------- |
| Argento  | Maja Dahlqvist                | Sci di fondo | Sprint femminile                 |
| Argento  | Elvira Öberg                  | Biathlon     | 7,5 km sprint femminile          |
| Argento  | Elvira Öberg                  | Biathlon     | 10 km inseguimento femminile     |
| Argento  | Maja Dahlqvist Jonna Sundling | Sci di fondo | Sprint a squadre femminile       |
| Argento  | Martin Ponsiluoma             | Biathlon     | 15 km partenza in linea maschile |

### Medaglie di bronzo
| Medaglia | Nome                                                                         | Sport        | Evento              |
| -------- | ---------------------------------------------------------------------------- | ------------ | ------------------- |
| Bronzo   | Almida de Val Oskar Eriksson                                                 | Curling      | Doppio misto        |
| Bronzo   | Henrik Harlaut                                                               | Freestyle    | Big air maschile    |
| Bronzo   | Maja Dahlqvist Ebba Andersson Frida Karlsson Jonna Sundling                  | Sci di fondo | Staffetta femminile |
| Bronzo   | Jesper Tjäder                                                                | Freestyle    | Slopestyle maschile |
| Bronzo   | Anna Hasselborg Sara McManus Agnes Knochenhauer Sofia Mabergs Johanna Heldin | Curling      | Torneo femminile    |

## Delegazione
| Sport                   | Uomini | Donne | Totale |
| ----------------------- | ------ | ----- | ------ |
| Biathlon                | 5      | 6     | 11     |
| Curling                 | 5      | 6     | 11     |
| Freestyle               | 12     | 2     | 4      |
| Hockey su ghiaccio      | 27     | 23    | 50     |
| Pattinaggio di figura   | 1      | 1     | 2      |
| Pattinaggio di velocità | 1      | 0     | 1      |
| Salto con gli sci       | 0      | 1     | 1      |
| Sci alpino              | 2      | 6     | 8      |
| Sci di fondo            | 8      | 8     | 16     |
| Slittino                | 1      | 1     | 2      |
| Snowboard               | 2      | 0     | 2      |
| Totale                  | 64     | 54    | 118    |

## Biathlon
Uomini
| Atleta                                                            | Evento                  | Penalità    | Tempo     | Posizione |
| ----------------------------------------------------------------- | ----------------------- | ----------- | --------- | --------- |
| Peppe Femling                                                     | 20 km individuale       | 2 (1+0+0+1) | 53'43"6   | 40º       |
| Jesper Nelin                                                      | 20 km individuale       | 5 (0+2+0+3) | 55'49"7   | 64º       |
| Martin Ponsiluoma                                                 | 20 km individuale       | 3 (2+0+0+1) | 51'16"8   | 12º       |
| Sebastian Samuelsson                                              | 20 km individuale       | 3 (1+1+1+0) | 52'51"7   | 30º       |
| Peppe Femling                                                     | 10 km sprint            | 3 (2+1)     | 26'58"5   | 64º       |
| Jesper Nelin                                                      | 10 km sprint            | 4 (3+1)     | 26'43"6   | 55º       |
| Martin Ponsiluoma                                                 | 10 km sprint            | 2 (0+2)     | 24'54"1   | 6º        |
| Sebastian Samuelsson                                              | 10 km sprint            | 1 (1+0)     | 24'52"4   | 5º        |
| Jesper Nelin                                                      | 12,5 km inseguimento    | 4 (1+0+1+2) | 44'02"3   | 31º       |
| Martin Ponsiluoma                                                 | 12,5 km inseguimento    | 9 (2+3+4+0) | 42'27"0   | 11º       |
| Sebastian Samuelsson                                              | 12,5 km inseguimento    | 5 (1+2+2+0) | 42'10"2   | 8º        |
| Martin Ponsiluoma                                                 | 15 km partenza in linea | 2 (1+0+0+1) | 38'54"7   |           |
| Sebastian Samuelsson                                              | 15 km partenza in linea | 4 (0+0+1+3) | 41'01"0   | 11º       |
| Peppe Femling Jesper Nelin Martin Ponsiluoma Sebastian Samuelsson | Staffetta 4x7,5 km      | 14 (1+13)   | 1h21'39"6 | 5ª        |

Donne
| Atleta                                              | Evento                    | Penalità    | Tempo     | Posizione |
| --------------------------------------------------- | ------------------------- | ----------- | --------- | --------- |
| Mona Brorsson                                       | 15 km individuale         | 1 (1+0+0+0) | 45'43"1   | 12ª       |
| Elvira Öberg                                        | 15 km individuale         | 3 (0+1+2+0) | 45'55"2   | 13ª       |
| Hanna Öberg                                         | 15 km individuale         | 3 (0+2+0+1) | 46'35"8   | 16ª       |
| Hanna Öberg                                         | 15 km individuale         | 2 (0+0+1+1) | 46'22"3   | 15ª       |
| Anna Magnusson                                      | 7,5 km sprint             | 0 (0+0)     | 21'50"2   | 7ª        |
| Linn Persson                                        | 7,5 km sprint             | 1 (0+1)     | 22'03"9   | 12ª       |
| Elvira Öberg                                        | 7,5 km sprint             | 0 (0+0)     | 21'15"2   |           |
| Hanna Öberg                                         | 7,5 km sprint             | 3 (1+2)     | 22'19"1   | 19ª       |
| Anna Magnusson                                      | 10 km inseguimento        | 6 (1+3+0+2) | 40'59"9   | 46ª       |
| Linn Persson                                        | 10 km inseguimento        | 2 (0+0+1+1) | 36'54"1   | 5ª        |
| Elvira Öberg                                        | 10 km inseguimento        | 3 (0+1+2+0) | 36'23"4   |           |
| Hanna Öberg                                         | 10 km inseguimento        | 6 (1+0+3+2) | 38'11"3   | 18ª       |
| Mona Brorsson                                       | 12,5 km partenza in linea | 6 (2+1+2+1) | 43'37"4   | 21ª       |
| Linn Persson                                        | 12,5 km partenza in linea | 8 (0+2+3+3) | 43'46"6   | 24ª       |
| Elvira Öberg                                        | 12,5 km partenza in linea | 4 (1+0+0+3) | 41'55"7   | 9ª        |
| Hanna Öberg                                         | 12,5 km partenza in linea | 7 (0+3+1+3) | 44'03"2   | 25ª       |
| Linn Persson Mona Brorsson Hanna Öberg Elvira Öberg | Staffetta 4x6 km          | 6 (0+6)     | 1h11'03"9 |           |

Misto
| Atleta                                                          | Evento           | Penalità  | Tempo     | Posizione |
| --------------------------------------------------------------- | ---------------- | --------- | --------- | --------- |
| Hanna Öberg Elvira Öberg Martin Ponsiluoma Sebastian Samuelsson | Staffetta 4x6 km | 13 (0+13) | 1h07'26"6 | 4ª        |

## Curling
| Squadra                                                                   | Torneo       | Girone               | Girone               | Girone               | Girone               | Girone               | Girone               | Girone               | Girone               | Girone               | Girone | Semifinali            | Finale / FB          | Pos. |
| Squadra                                                                   | Torneo       | Avversario Punteggio | Avversario Punteggio | Avversario Punteggio | Avversario Punteggio | Avversario Punteggio | Avversario Punteggio | Avversario Punteggio | Avversario Punteggio | Avversario Punteggio | Pos.   | Avversario Punteggio  | Avversario Punteggio | Pos. |
| ------------------------------------------------------------------------- | ------------ | -------------------- | -------------------- | -------------------- | -------------------- | -------------------- | -------------------- | -------------------- | -------------------- | -------------------- | ------ | --------------------- | -------------------- | ---- |
| Niklas Edin Oskar Eriksson Rasmus Wranå C. Sundgren Daniel Magnusson      | Maschile     | Cina V 6–4           | Stati Uniti V 7–4    | Italia V 9–3         | Canada V 7–4         | Norvegia V 6–4       | ROC V 7–5            | Danimarca V 8–3      | Gran Bretagna P 6–7  | Svizzera P 8–10      | 2ª Q   | Canada V 5–3          | Gran Bretagna V 5–4  |      |
| Anna Hasselborg Sara McManus A. Knochenhauer Sofia Mabergs Johanna Heldin | Femminile    | Giappone V 8–5       | Gran Bretagna P 2–8  | Canada V 7–6         | Cina P 6–9           | Stati Uniti V 10–4   | Svizzera V 6–5       | Danimarca V 9–3      | ROC V 8–5            | Corea del Sud V 8–4  | 2ª Q   | Gran Bretagna P 11–12 | Svizzera V 9–7       |      |
| Almida de Val Oskar Eriksson                                              | Doppio misto | Gran Bretagna P 5–9  | Rep. Ceca V 7–4      | Cina V 7–6           | Australia V 7–6      | Stati Uniti P 7–8    | Svizzera V 6–1       | Canada V 6–2         | Norvegia P 2–6       | Italia P 8–12        | 4ª Q   | Italia P 1–8          | Gran Bretagna V 9–3  |      |

## Freestyle
Freeski
| Atleta           | Evento              | Qualificazione | Qualificazione | Qualificazione | Qualificazione | Qualificazione | Finale          | Finale          | Finale          | Finale          | Finale          |
| Atleta           | Evento              | Run 1          | Run 2          | Run 3          | Migliore       | Posizione      | Run 1           | Run 2           | Run 3           | Migliore        | Posizione       |
| ---------------- | ------------------- | -------------- | -------------- | -------------- | -------------- | -------------- | --------------- | --------------- | --------------- | --------------- | --------------- |
| Hugo Burvall     | Big air maschile    | 47,25          | 55,25          | 46,00          | 101,25         | 24º            | Non qualificato | Non qualificato | Non qualificato | Non qualificato | Non qualificato |
| Henrik Harlaut   | Big air maschile    | 93,00          | 83,50          | 42,00          | 176,50         | 4º Q           | 86,00           | 90,00           | 91,00           | 181,00          |                 |
| Oliwer Magnusson | Big air maschile    | 88,00          | 89,25          | 84,00          | 177,25         | 3º Q           | 87,50           | 79,00           | 90,75           | 178,25          | 4º              |
| Jesper Tjäder    | Big air maschile    | 34,75          | 91,75          | 78,25          | 170,00         | 12º Q          | 77,25           | 78,25           | 92,00           | 170,25          | 7º              |
| Hugo Burvall     | Slopestyle maschile | 33,40          | 28,58          | N.D.           | 33,40          | 28º            | Non qualificato | Non qualificato | Non qualificato | Non qualificato | Non qualificato |
| Henrik Harlaut   | Slopestyle maschile | 37,70          | 48,16          | N.D.           | 48,16          | 25º            | Non qualificato | Non qualificato | Non qualificato | Non qualificato | Non qualificato |
| Oliwer Magnusson | Slopestyle maschile | 73,46          | 39,16          | N.D.           | 73,46          | 12º Q          | 23,75           | 22,75           | 40,46           | 40,46           | 11º             |
| Jesper Tjäder    | Slopestyle maschile | 59,15          | 79,38          | N.D.           | 79,38          | 4º Q           | 85,35           | 16,11           | 37,33           | 85,35           |                 |

Gobbe
| Atleta            | Evento         | Qualificazione | Qualificazione | Qualificazione | Qualificazione | Qualificazione | Qualificazione | Finale          | Finale          | Finale          | Finale          | Finale          | Finale          | Finale          | Finale          | Finale          |
| Atleta            | Evento         | Run 1          | Run 1          | Run 1          | Run 2          | Run 2          | Run 2          | Run 1           | Run 1           | Run 1           | Run 2           | Run 2           | Run 2           | Run 3           | Run 3           | Run 3           |
| Atleta            | Evento         | Tempo          | Totale         | Posizione      | Tempo          | Totale         | Posizione      | Tempo           | Totale          | Posizione       | Tempo           | Totale          | Posizione       | Tempo           | Totale          | Posizione       |
| ----------------- | -------------- | -------------- | -------------- | -------------- | -------------- | -------------- | -------------- | --------------- | --------------- | --------------- | --------------- | --------------- | --------------- | --------------- | --------------- | --------------- |
| Felix Elofsson    | Gobbe maschile | 25"18          | 73,24          | 19º            | 25"24          | 78,87          | 1º Q           | 25"36           | 74,97           | 17º             | Non qualificato | Non qualificato | Non qualificato | Non qualificato | Non qualificato | Non qualificato |
| Oskar Elofsson    | Gobbe maschile | 25"94          | 69,26          | 26º            | 24"85          | 73,52          | 12º            | Non qualificato | Non qualificato | Non qualificato | Non qualificato | Non qualificato | Non qualificato | Non qualificato | Non qualificato | Non qualificato |
| Ludvig Fjällström | Gobbe maschile | 25"69          | 76,20          | 7º Q           | Bye            | Bye            | Bye            | 24"85           | 75,37           | 15º             | Non qualificato | Non qualificato | Non qualificato | Non qualificato | Non qualificato | Non qualificato |
| Walter Wallberg   | Gobbe maschile | 24"16          | 79,12          | 2º Q           | Bye            | Bye            | Bye            | 23"63           | 78,05           | 4º Q            | 24"10           | 80,33           | 21º Q           | 23"70           | 83,23           |                 |

Ski cross
| Atleta           | Evento              | Posizionamento | Posizionamento | Ottavi    | Quarti          | Semifinale      | Finale          | Finale |
| Atleta           | Evento              | Tempo          | Posizione      | Posizione | Posizione       | Posizione       | Posizione       | Totale |
| ---------------- | ------------------- | -------------- | -------------- | --------- | --------------- | --------------- | --------------- | ------ |
| Viktor Andersson | Ski cross maschile  | 1'13"49        | 23º            | 4º        | Non qualificato | Non qualificato | Non qualificato | 27º    |
| Elliott Baralo   | Ski cross maschile  | 1'13"82        | 28º            | 4º        | Non qualificato | Non qualificato | Non qualificato | 29º    |
| David Mobärg     | Ski cross maschile  | 1'12"97        | 13º            | 3º        | Non qualificato | Non qualificato | Non qualificato | 19º    |
| Erik Mobärg      | Ski cross maschile  | 1'13"01        | 14º            | 1º Q      | 1º Q            | 1º Q            | 4º              | 4º     |
| Alexandra Edebo  | Ski cross femminile | 1'18"49        | 10ª            | 2ª Q      | 4ª              | Non qualificata | Non qualificata | 13ª    |
| Sandra Näslund   | Ski cross femminile | 1'15"21        | 1ª             | 1ª Q      | 1ª Q            | 1ª Q            | 1ª              |        |

## Hockey su ghiaccio
| Squadra             | Torneo    | Girone               | Girone               | Girone               | Girone               | Girone | Playoff              | Quarti               | Semifinali           | Finale / FB          | Pos. |
| Squadra             | Torneo    | Avversario Punteggio | Avversario Punteggio | Avversario Punteggio | Avversario Punteggio | Pos.   | Avversario Punteggio | Avversario Punteggio | Avversario Punteggio | Avversario Punteggio | Pos. |
| ------------------- | --------- | -------------------- | -------------------- | -------------------- | -------------------- | ------ | -------------------- | -------------------- | -------------------- | -------------------- | ---- |
| Nazionale maschile  | Maschile  | Lettonia V 3–2       | Slovacchia V 4–1     | Finlandia P 3–4      | N.D.                 | 2ª Q   | Bye                  | Canada V 2–0         | ROC P 1–2            | Slovacchia P 0–4     | 4ª   |
| Nazionale femminile | Femminile | Giappone P 1–3       | Rep. Ceca P 1–3      | Cina V 2–1           | Danimarca V 3–1      | 3ª Q   | N.D.                 | Canada P 0–11        | Non qualificata      | Non qualificata      | 8ª   |

## Pattinaggio di figura
| Atleta            | Evento            | Programma corto | Programma corto | Programma libero | Programma libero | Totale          | Totale    |
| Atleta            | Evento            | Punti           | Posizione       | Punti            | Posizione        | Punti           | Posizione |
| ----------------- | ----------------- | --------------- | --------------- | ---------------- | ---------------- | --------------- | --------- |
| Nikolaj Majorov   | Singolo maschile  | 78,54           | 20º Q           | 142,24           | 21º              | 220,78          | 21º       |
| Josefin Taljegård | Singolo femminile | 54,51           | 26ª             | Non qualificata  | Non qualificata  | Non qualificata | 26ª       |

## Pattinaggio di velocità
| Atleta            | Evento           | Tempo    | Posizione |
| ----------------- | ---------------- | -------- | --------- |
| Nils van der Poel | 5000 m maschile  | 6'08"84  |           |
| Nils van der Poel | 10000 m maschile | 12'30"74 |           |

## Salto con gli sci
| Atleta        | Evento                       | Finale      | Finale      | Finale      | Finale        | Finale        | Finale        | Finale | Finale    |
| Atleta        | Evento                       | Primo salto | Primo salto | Primo salto | Secondo salto | Secondo salto | Secondo salto | Totale | Totale    |
| Atleta        | Evento                       | Lunghezza   | Punti       | Posizione   | Lunghezza     | Punti         | Posizione     | Punti  | Posizione |
| ------------- | ---------------------------- | ----------- | ----------- | ----------- | ------------- | ------------- | ------------- | ------ | --------- |
| Frida Westman | Trampolino normale femminile | 87,0 m      | 80,9        | 21ª Q       | 90,0 m        | 94,6          | 10ª           | 175,5  | 16ª       |

## Sci alpino
Uomini
| Atleta              | Evento          | 1ª manche | 1ª manche | 2ª manche       | 2ª manche       | Totale          | Totale          |
| Atleta              | Evento          | Tempo     | Posizione | Tempo           | Posizione       | Tempo           | Posizione       |
| ------------------- | --------------- | --------- | --------- | --------------- | --------------- | --------------- | --------------- |
| Mattias Rönngren    | Slalom gigante  | 1'04"48   | 13º       | DNF             | DNF             | DNF             | DNF             |
| Kristoffer Jakobsen | Slalom speciale | DNF       | DNF       | Non qualificato | Non qualificato | Non qualificato | Non qualificato |

Donne
| Atleta                  | Evento          | 1ª manche | 1ª manche | 2ª manche | 2ª manche | Totale  | Totale    |
| Atleta                  | Evento          | Tempo     | Posizione | Tempo     | Posizione | Tempo   | Posizione |
| ----------------------- | --------------- | --------- | --------- | --------- | --------- | ------- | --------- |
| Hanna Aronsson Elfman   | Slalom gigante  | 1'00"19   | 22ª       | DNF       | DNF       | DNF     | DNF       |
| Sara Hector             | Slalom gigante  | 57"56     | 1ª        | 58"13     | 8ª        | 1'55"69 |           |
| Hilma Lövblom           | Slalom gigante  | 1'01"18   | 27ª       | DNF       | DNF       | DNF     | DNF       |
| Elsa Håkansson-Fermbäck | Slalom speciale | 55"26     | 28ª       | 54"07     | 27ª       | 1'49"33 | 28ª       |
| Sara Hector             | Slalom speciale | 52"29     | 3ª        | DNF       | DNF       | DNF     | DNF       |
| Charlotta Säfvenberg    | Slalom speciale | 55"25     | 27ª       | 53"45     | 21ª       | 1'48"70 | 24ª       |
| Anna Swenn Larsson      | Slalom speciale | 53"44     | 11ª       | 52"87     | 6ª        | 1'46"31 | 9ª        |

Misto
| Atleta                                                                   | Evento         | Ottavi               | Quarti               | Semifinale           | Finale               | Finale    |
| Atleta                                                                   | Evento         | Avversario Risultato | Avversario Risultato | Avversario Risultato | Avversario Risultato | Posizione |
| ------------------------------------------------------------------------ | -------------- | -------------------- | -------------------- | -------------------- | -------------------- | --------- |
| Hanna Aronsson Elfman Hilma Lövblom Kristoffer Jakobsen Mattias Rönngren | Gara a squadre | Germania P 1–3       | Non qualificata      | Non qualificata      | Non qualificata      | 13ª       |

## Sci di fondo
Distanza
| Atleta                                                      | Evento                     | Tecnica classica | Tecnica classica | Tecnica libera | Tecnica libera | Totale    | Totale   | Totale    |
| Atleta                                                      | Evento                     | Tempo            | Posizione        | Tempo          | Posizione      | Tempo     | Distacco | Posizione |
| ----------------------------------------------------------- | -------------------------- | ---------------- | ---------------- | -------------- | -------------- | --------- | -------- | --------- |
| Jens Burman                                                 | 15 km maschile             | N.D.             | N.D.             | N.D.           | N.D.           | 39'26"8   | +1'32"0  | 8º        |
| Calle Halfvarsson                                           | 15 km maschile             | N.D.             | N.D.             | N.D.           | N.D.           | 40'46"8   | +2'52"0  | 26º       |
| Leo Johansson                                               | 15 km maschile             | N.D.             | N.D.             | N.D.           | N.D.           | 40'30"9   | +2'36"1  | 21º       |
| William Poromaa                                             | 15 km maschile             | N.D.             | N.D.             | N.D.           | N.D.           | 39'42"5   | +1'47"7  | 10º       |
| Jens Burman                                                 | Skiathlon maschile         | 41'20"0          | 23º              | 39'50"4        | 25º            | 1h21'43"3 | +5'33"5  | 24º       |
| Calle Halfvarsson                                           | Skiathlon maschile         | 41'18"8          | 21º              | 41'03"0        | =34º           | 1h22'56"3 | +6'46"5  | 30º       |
| Leo Johansson                                               | Skiathlon maschile         | 43'21"9          | 46º              | 41'03"0        | =34º           | 1h24'59"6 | +8'49"8  | 37º       |
| William Poromaa                                             | Skiathlon maschile         | 40'13"9          | 8º               | 38'18"3        | 3º             | 1h19'03"7 | +2'53"9  | 6º        |
| Jens Burman                                                 | 50 km maschile             | N.D.             | N.D.             | N.D.           | N.D.           | 1h14'22"3 | +2'49"6  | 16º       |
| Calle Halfvarsson                                           | 50 km maschile             | N.D.             | N.D.             | N.D.           | N.D.           | 1h16'47"6 | +5'14"9  | 38º       |
| Leo Johansson                                               | 50 km maschile             | N.D.             | N.D.             | N.D.           | N.D.           | 1h17'16"5 | +5'43"8  | 39º       |
| William Poromaa                                             | 50 km maschile             | N.D.             | N.D.             | N.D.           | N.D.           | 1h12'29"1 | +56"4    | 9º        |
| Oskar Svensson William Poromaa Jens Burman Johan Häggström  | Staffetta 4x10 km maschile | 1h00'46"4        | 3ª               | 56'14"0        | 4ª             | 1h57'00"4 | +2'09"7  | 4ª        |
| Ebba Andersson                                              | 10 km femminile            | N.D.             | N.D.             | N.D.           | N.D.           | 28'57"2   | +50"9    | 6ª        |
| Charlotte Kalla                                             | 10 km femminile            | N.D.             | N.D.             | N.D.           | N.D.           | 30'07"6   | +2'01"3  | 20ª       |
| Frida Karlsson                                              | 10 km femminile            | N.D.             | N.D.             | N.D.           | N.D.           | 29'28"0   | +1'21"7  | 12ª       |
| Emma Ribom                                                  | 10 km femminile            | N.D.             | N.D.             | N.D.           | N.D.           | 30'05"8   | +1'59"5  | 19ª       |
| Ebba Andersson                                              | Skiathlon femminile        | 22'40"5          | 6ª               | 22'24"3        | 11ª            | 45'41"3   | +1'27"6  | 10ª       |
| Charlotte Kalla                                             | Skiathlon femminile        | 24'21"9          | 23ª              | 22'52"7        | 17ª            | 47'53"8   | +3'40"1  | 19ª       |
| Frida Karlsson                                              | Skiathlon femminile        | 22'32"4          | 3ª               | 21'47"2        | 8ª             | 44'56"2   | +42"5    | 5ª        |
| Moa Olsson                                                  | Skiathlon femminile        | 25'05"0          | 39ª              | 24'31"2        | 49ª            | 50'12"8   | +5'59"1  | 45ª       |
| Ebba Andersson                                              | 30 km femminile            | N.D.             | N.D.             | N.D.           | N.D.           | 1h27'35"5 | +2'41"5  | 8ª        |
| Charlotte Kalla                                             | 30 km femminile            | N.D.             | N.D.             | N.D.           | N.D.           | 1h34'45"4 | +9'51"4  | 35ª       |
| Emma Ribom                                                  | 30 km femminile            | N.D.             | N.D.             | N.D.           | N.D.           | 1h32'27"8 | +7'33"8  | 29ª       |
| Jonna Sundling                                              | 30 km femminile            | N.D.             | N.D.             | N.D.           | N.D.           | 1h27'29"4 | +2'35"4  | 4ª        |
| Maja Dahlqvist Ebba Andersson Frida Karlsson Jonna Sundling | Staffetta 4x5 km femminile | 28'48"4          | 4ª               | 25'13"3        | =1ª            | 54'01"7   | +20"7    |           |

Sprint
| Atleta                         | Evento                     | Qualificazione | Qualificazione | Quarti  | Quarti    | Semifinale      | Semifinale      | Finale          | Finale          |
| Atleta                         | Evento                     | Tempo          | Posizione      | Tempo   | Posizione | Tempo           | Posizione       | Tempo           | Posizione       |
| ------------------------------ | -------------------------- | -------------- | -------------- | ------- | --------- | --------------- | --------------- | --------------- | --------------- |
| Marcus Grate                   | Sprint maschile            | 2'52"14        | 18º Q          | 2'53"71 | 3º        | Non qualificato | Non qualificato | Non qualificato | Non qualificato |
| Johan Häggström                | Sprint maschile            | 2'50"61        | 8º Q           | 2'58"01 | 3º        | Non qualificato | Non qualificato | Non qualificato | Non qualificato |
| Anton Persson                  | Sprint maschile            | 2'53"71        | 27º Q          | 2'53"35 | 5º        | Non qualificato | Non qualificato | Non qualificato | Non qualificato |
| Oskar Svensson                 | Sprint maschile            | 2'52"07        | 17º Q          | 2'52"26 | 3º q      | 2'51"22         | 3º q            | 3'04"23         | 6º              |
| William Poromaa Oskar Svensson | Sprint a squadre maschile  | N.D.           | N.D.           | N.D.    | N.D.      | 20'07"57        | 2ª Q            | 19'38"05        | 4ª              |
| Maja Dahlqvist                 | Sprint femminile           | 3'18"05        | 6ª Q           | 3'21"03 | 1ª Q      | 3'12"94         | 3ª Q            | 3'12"56         |                 |
| Anna Dyvik                     | Sprint femminile           | 3'19"15        | 9ª Q           | 3'19"00 | 4ª Q      | Non qualificata | Non qualificata | Non qualificata | Non qualificata |
| Emma Ribom                     | Sprint femminile           | 3'19"99        | 11ª Q          | 3'18"44 | 2ª Q      | 3'15"22         | 1ª Q            | 3'20"79         | 6ª              |
| Jonna Sundling                 | Sprint femminile           | 3'09"03        | 1ª Q           | 3'15"48 | 1ª Q      | 3'11"94         | 1ª Q            | 3'09"68         |                 |
| Maja Dahlqvist Jonna Sundling  | Sprint a squadre femminile | N.D.           | N.D.           | N.D.    | N.D.      | 23'01"40        | 3ª Q            | 22'10"02        |                 |

## Slittino
| Atleta        | Evento            | 1ª manche | 1ª manche | 2ª manche | 2ª manche | 3ª manche | 3ª manche | 4ª manche | 4ª manche | Totale   | Totale    |
| Atleta        | Evento            | Tempo     | Posizione | Tempo     | Posizione | Tempo     | Posizione | Tempo     | Posizione | Tempo    | Posizione |
| ------------- | ----------------- | --------- | --------- | --------- | --------- | --------- | --------- | --------- | --------- | -------- | --------- |
| Svante Kohala | Singolo maschile  | 58"517    | 21º       | 58"779    | 20º       | 58"368    | 18º       | 58"333    | 19º       | 3'53"997 | 20º       |
| Tove Kohala   | Singolo femminile | 59"533    | 20ª       | 59"776    | 21ª       | 59.333    | 23ª       | 1'02"431  | 20ª       | 4'01"073 | 20ª       |

## Snowboard
| Atleta          | Evento              | Qualificazione | Qualificazione | Qualificazione | Qualificazione | Qualificazione | Finale          | Finale          | Finale          | Finale          | Finale          |
| Atleta          | Evento              | Run 1          | Run 2          | Run 3          | Migliore       | Posizione      | Run 1           | Run 2           | Run 3           | Migliore        | Posizione       |
| --------------- | ------------------- | -------------- | -------------- | -------------- | -------------- | -------------- | --------------- | --------------- | --------------- | --------------- | --------------- |
| Niklas Mattsson | Big air maschile    | 18,50          | 80,75          | 21,75          | 102,50         | 20º            | Non qualificato | Non qualificato | Non qualificato | Non qualificato | Non qualificato |
| Sven Thorgren   | Big air maschile    | 80,75          | 70,25          | 33,75          | 151,00         | 7º Q           | 25,25           | 67,00           | 21,50           | 88,50           | 11º             |
| Niklas Mattsson | Slopestyle maschile | 24,18          | 20,55          | N.D.           | 24,18          | 30º            | Non qualificato | Non qualificato | Non qualificato | Non qualificato | Non qualificato |
| Sven Thorgren   | Slopestyle maschile | 40,73          | 34,71          | N.D.           | 40,73          | 24º            | Non qualificato | Non qualificato | Non qualificato | Non qualificato | Non qualificato |